# Web (GNOME)
Web (до 2012 года Epiphany, от греч. Επιφάνια — явление) — браузер среды GNOME для операционной системы Linux.
Основан на движке WebKit (до версии 2.28 использовался движок Gecko). Web позиционируется как простой в использовании браузер, лишённый посторонней функциональности (почтового клиента, редактора веб-страниц и тому подобного), предназначенный только для «веб-сёрфинга» (просмотра страниц и скачивания файлов).
Проект Epiphany начал в 2002 году Марко Песенти Гритти, который отделился от группы разработчиков браузера Galeon ввиду различий в видении будущего проекта. Сегодня разработка Galeon как самостоятельного браузера фактически прекращена; планируется, что наиболее существенные возможности Galeon, отсутствующие в Web, будут реализованы как расширения последнего.

## Возможности
Вместо иерархического дерева каталогов с закладками, используемого в большинстве браузеров, в Web каждой закладке присваивается одна или несколько категорий, после чего дерево категорий формируется автоматически. Также Web поддерживает так называемые «„умные“ закладки»: закладке может передаваться в качестве аргумента некоторая текстовая строка, которая вставляется в URL в указанном месте. Это позволяет, например, использовать закладки для быстрого обращения к поисковым системам Всемирной паутины. При помещении «умной» закладки на панель инструментов Web рядом с кнопкой закладки возникает соответствующее текстовое поле ввода.
Web поддерживает расширения. В официальную поставку Web входит ряд готовых расширений, в частности, Greasemonkey. Несмотря на то, что Web ранее был построен на движке Gecko, используемом в Mozilla Firefox, xpi-расширения он не поддерживал.
Так как Web создан как основной браузер среды GNOME, то его использование максимально упрощено для конечного пользователя. Также он создан с максимальными соответствиями с данной средой: у него есть панель (аналог Gnome-panel), на которую можно перетягивать кнопки методом тяни-и-бросай (англ. drag-and-drop), панель состоит из ровно одного ряда, количество настроек минимизировано, темой браузера управляет GTK и т. д.

## Расширения для Web
- Auto Reload Tab — Автоперезагрузка
- Автопрокрутка
- Автоопределение Favicon.ico
- Боковая панель
- Выбор CSS
- Группы вкладок
- Actions — Действия
- Gestures — Жесты мыши
- Информация о странице
- Консоль Java
- Консоль Python
- Панель
- Панель изображений
- Права доступа
- Пример — расширение, показывающее, как писать собственные расширения
- Просмотр ошибок
- Certificates — Просмотр сертификатов безопасности
- Распаковщик новостных лент
- Расширенные закладки
- Tab States — Состояние вкладок
- Управление пользовательскими скриптами Greasemonkey
- Фильтр содержимого

## Восприятие
В обзоре Epiphany 2.28 на базе WebKit в сентябре 2009 года, Райан Пол из Ars Technica сказал «Epiphany довольно быстр в GNOME 2.28 и набирает 100 баллов из 100 на тесте Acid3. Использование WebKit поможет отличить Epiphany от Firefox, который поставляется в качестве браузера по умолчанию большинством основных дистрибьюторов Linux».
В обзоре Epiphany 2.30 в июле 2010 года, Джек Уоллен назвал его «эффективным, но другим» и отметил его проблему с постоянными сбоями. «Когда я впервые начал работать с Epiphany, он крашился на большинстве сайтов, которые я посещал. После небольшого анализа (а затем и отладки) я понял, что проблема связана с JavaScript. Epiphany (в свой текущей версии) по какой-то странной причине не любит JavaScript. Единственный способ обойти это — отключить JavaScript. Да, это означает, что многие функции не будут работать на многих сайтах, но это также означает, что те же самые сайты будут загружаться быстрее и не будут настолько подвержены различным проблемам». Уоллен положительно сказал о браузере: «Несмотря на то, что Epiphany полностью не заменит Chrome и Firefox в качестве браузера, теперь я использую его гораздо больше, чем раньше. [Он имеет] маленький вес, быстрый запуск, и „чистый“ интерфейс».
В марте 2011 года Вероника Генри провела обзор Epiphany 2.32: «Справедливости ради следует сказать, что для большинства пользователей он не будет основным браузером на ПК. На самом деле даже не существует параметра, позволяющего назначить его в качестве браузера по умолчанию. Но для тех случаев, когда вам нужно запустить быстрый браузер для быстрого сёрфинга, Epiphany очень подходит». Она также отметила: «Хотя я по-прежнему использую Firefox в качестве основного браузера, в последнее время кажется, что он работает со скоростью улитки. Одна из первых вещей, которые я заметила в Epiphany, это то, как быстро он запускается». Генри критиковала браузер за малый список его возможностей, а также за отсутствие поддержки Firebug. Вместо этого Epiphany поддерживает Web Inspector, предлагаемый движком WebKit, который имеет схожие функции.